# Serrat de les Forques (Àger)
El Serrat de les Forques és una muntanya de 858 metres que es troba al municipi d'Àger, a la comarca catalana de la Noguera.